# Барушева, Любовь Васильевна
Любовь Васильевна Барушева (азерб. Lyubov Vasilyevna Baruşeva; 27 мая 1941, Баку — 1 июля 2021, Москва) — советская азербайджанская швея, лауреат Государственной премии Азербайджанской ССР (1988). Депутат Верховного Совета СССР 10-го и 11-го созывов (1979—1989), народный депутат СССР (1989—1991).

## Биография
Родилась 27 мая 1941 года в городе Баку, столице Азербайджанской ССР.
С 1958 года — санитарка в военном госпитале, позже — швея Бакинского трикотажного комбината. В 1963—1989 годах — швея цеха № 5 швейной фабрики имени Володарского, расположенной в городе Баку.
Достигала высоких результатов производительности труда при выполнении плановых заданий, освоила работу на разных видах оборудования, умело совмещала работу на разных станках, работала с девизом «выполнить за день две дневных нормы». Так в марте 1984 года Барушева уже выполняла плановые задания января 1985 года, а уже в ноябре — задания 1986 года; по итогам одиннадцатой пятилетки выполнила ее досрочно. За улучшение качества производимой продукции, рационального использования техники и сырья в 1988 году удостоена Государственной премии Азербайджанской ССР. За время работы на фабрике освоила все промышленные агрегаты, используемые при производстве, и обучила десятки молодых швей предприятия секретам профессии.
Активно участвовала в общественно-политической жизни республики и Советского Союза. Избиралась депутатом Совета Национальностей Верховного Совета СССР 10-го и 11-го созыва от Бакинского—Насиминского избирательного округа Азербайджанской ССР, в 1989 году избрана народным депутатом СССР от Бакинского — Насиминского национально-территориального избирательного округа № 198 Азербайджанской ССР, избрана в Верховный Совет. На заседаниях Верховного Совета СССР активно участвовала в обсуждении Карабахского вопроса.
Скончалась 1 июля 2021 года в Москве.